# Slowaaks voetbalelftal (vrouwen)
Het Slowaaks vrouwenvoetbalelftal is een voetbalteam dat Slowakije vertegenwoordigt bij internationale vrouwenwedstrijden en -toernooien, zoals het Europees kampioenschap.

## Prestaties op eindronden

### Wereldkampioenschap
| Jaar   | Resultaat                         | Wed                               | W                                 | G                                 | V                                 | DV                                | DT                                |
| ------ | --------------------------------- | --------------------------------- | --------------------------------- | --------------------------------- | --------------------------------- | --------------------------------- | --------------------------------- |
| 1991   | Niet deelgenomen aan kwalificatie | Niet deelgenomen aan kwalificatie | Niet deelgenomen aan kwalificatie | Niet deelgenomen aan kwalificatie | Niet deelgenomen aan kwalificatie | Niet deelgenomen aan kwalificatie | Niet deelgenomen aan kwalificatie |
| 1995   | Niet gekwalificeerd               | Niet gekwalificeerd               | Niet gekwalificeerd               | Niet gekwalificeerd               | Niet gekwalificeerd               | Niet gekwalificeerd               | Niet gekwalificeerd               |
| 1999   | Niet gekwalificeerd               | Niet gekwalificeerd               | Niet gekwalificeerd               | Niet gekwalificeerd               | Niet gekwalificeerd               | Niet gekwalificeerd               | Niet gekwalificeerd               |
| 2003   | Niet gekwalificeerd               | Niet gekwalificeerd               | Niet gekwalificeerd               | Niet gekwalificeerd               | Niet gekwalificeerd               | Niet gekwalificeerd               | Niet gekwalificeerd               |
| 2007   | Niet gekwalificeerd               | Niet gekwalificeerd               | Niet gekwalificeerd               | Niet gekwalificeerd               | Niet gekwalificeerd               | Niet gekwalificeerd               | Niet gekwalificeerd               |
| 2011   | Niet gekwalificeerd               | Niet gekwalificeerd               | Niet gekwalificeerd               | Niet gekwalificeerd               | Niet gekwalificeerd               | Niet gekwalificeerd               | Niet gekwalificeerd               |
| 2015   | Niet gekwalificeerd               | Niet gekwalificeerd               | Niet gekwalificeerd               | Niet gekwalificeerd               | Niet gekwalificeerd               | Niet gekwalificeerd               | Niet gekwalificeerd               |
| Totaal | 0/7                               | 0                                 | 0                                 | 0                                 | 0                                 | 0                                 | 0                                 |

### Europees kampioenschap
| Jaar   | Resultaat                                         | Wed                                               | W                                                 | G                                                 | V                                                 | DV                                                | DT                                                |
| ------ | ------------------------------------------------- | ------------------------------------------------- | ------------------------------------------------- | ------------------------------------------------- | ------------------------------------------------- | ------------------------------------------------- | ------------------------------------------------- |
| 1984   | Niet deelgenomen, onderdeel van Tsjecho-Slowakije | Niet deelgenomen, onderdeel van Tsjecho-Slowakije | Niet deelgenomen, onderdeel van Tsjecho-Slowakije | Niet deelgenomen, onderdeel van Tsjecho-Slowakije | Niet deelgenomen, onderdeel van Tsjecho-Slowakije | Niet deelgenomen, onderdeel van Tsjecho-Slowakije | Niet deelgenomen, onderdeel van Tsjecho-Slowakije |
| 1987   | Niet deelgenomen, onderdeel van Tsjecho-Slowakije | Niet deelgenomen, onderdeel van Tsjecho-Slowakije | Niet deelgenomen, onderdeel van Tsjecho-Slowakije | Niet deelgenomen, onderdeel van Tsjecho-Slowakije | Niet deelgenomen, onderdeel van Tsjecho-Slowakije | Niet deelgenomen, onderdeel van Tsjecho-Slowakije | Niet deelgenomen, onderdeel van Tsjecho-Slowakije |
| 1989   | Niet deelgenomen, onderdeel van Tsjecho-Slowakije | Niet deelgenomen, onderdeel van Tsjecho-Slowakije | Niet deelgenomen, onderdeel van Tsjecho-Slowakije | Niet deelgenomen, onderdeel van Tsjecho-Slowakije | Niet deelgenomen, onderdeel van Tsjecho-Slowakije | Niet deelgenomen, onderdeel van Tsjecho-Slowakije | Niet deelgenomen, onderdeel van Tsjecho-Slowakije |
| 1991   | Niet deelgenomen, onderdeel van Tsjecho-Slowakije | Niet deelgenomen, onderdeel van Tsjecho-Slowakije | Niet deelgenomen, onderdeel van Tsjecho-Slowakije | Niet deelgenomen, onderdeel van Tsjecho-Slowakije | Niet deelgenomen, onderdeel van Tsjecho-Slowakije | Niet deelgenomen, onderdeel van Tsjecho-Slowakije | Niet deelgenomen, onderdeel van Tsjecho-Slowakije |
| 1993   | Niet deelgenomen, onderdeel van Tsjecho-Slowakije | Niet deelgenomen, onderdeel van Tsjecho-Slowakije | Niet deelgenomen, onderdeel van Tsjecho-Slowakije | Niet deelgenomen, onderdeel van Tsjecho-Slowakije | Niet deelgenomen, onderdeel van Tsjecho-Slowakije | Niet deelgenomen, onderdeel van Tsjecho-Slowakije | Niet deelgenomen, onderdeel van Tsjecho-Slowakije |
| 1995   | Niet gekwalificeerd                               | Niet gekwalificeerd                               | Niet gekwalificeerd                               | Niet gekwalificeerd                               | Niet gekwalificeerd                               | Niet gekwalificeerd                               | Niet gekwalificeerd                               |
| 1997   | Niet gekwalificeerd                               | Niet gekwalificeerd                               | Niet gekwalificeerd                               | Niet gekwalificeerd                               | Niet gekwalificeerd                               | Niet gekwalificeerd                               | Niet gekwalificeerd                               |
| 2001   | Niet gekwalificeerd                               | Niet gekwalificeerd                               | Niet gekwalificeerd                               | Niet gekwalificeerd                               | Niet gekwalificeerd                               | Niet gekwalificeerd                               | Niet gekwalificeerd                               |
| 2005   | Niet gekwalificeerd                               | Niet gekwalificeerd                               | Niet gekwalificeerd                               | Niet gekwalificeerd                               | Niet gekwalificeerd                               | Niet gekwalificeerd                               | Niet gekwalificeerd                               |
| 2009   | Niet gekwalificeerd                               | Niet gekwalificeerd                               | Niet gekwalificeerd                               | Niet gekwalificeerd                               | Niet gekwalificeerd                               | Niet gekwalificeerd                               | Niet gekwalificeerd                               |
| 2013   | Niet gekwalificeerd                               | Niet gekwalificeerd                               | Niet gekwalificeerd                               | Niet gekwalificeerd                               | Niet gekwalificeerd                               | Niet gekwalificeerd                               | Niet gekwalificeerd                               |
| 2017   | Niet gekwalificeerd                               | Niet gekwalificeerd                               | Niet gekwalificeerd                               | Niet gekwalificeerd                               | Niet gekwalificeerd                               | Niet gekwalificeerd                               | Niet gekwalificeerd                               |
| Totaal | 0/12                                              | 0                                                 | 0                                                 | 0                                                 | 0                                                 | 0                                                 | 0                                                 |

SFZ · A-internationals · Bondscoaches · Statistieken · Slowaaks vrouwenelftal · Olympisch elftal · Slowakije U21 · Slowakije U20 · Slowakije U19 · Slowakije U18 · Slowakije U17 · Slowakije U16
1939 – 1944 · 1992 – 1999 · 2000 – 2009 · 2010 – 2019 · 2020 − 2029
EK's: 2016 · 2020 · 2024
WK's: 2010
OS: 2000
1939 · 1940 · 1941 · 1942 · 1943 · 1944 · 1945–1991 · 1992 · 1993 · 1994 · 1995 · 1996 · 1997 · 1998 · 1999 · 2000 · 2001 · 2002 · 2003 · 2004 · 2005 · 2006 · 2007 · 2008 · 2009 · 2010 · 2011 · 2012 · 2013 · 2014 · 2015 · 2016 · 2017 · 2018 · 2019 · 2020 · 2021
Algerije · 
Andorra · 
Argentinië ·
Armenië · 
Australië · 
Azerbeidzjan · 
België · 
Bolivia · 
Bosnië en Herzegovina · 
Brazilië · 
Bulgarije · 
Chili · 
Colombia · 
Costa Rica · 
Cyprus · 
Denemarken · 
Duitsland · 
Egypte · 
Engeland · 
Estland · 
Faeröer · 
 Finland · 
Frankrijk · 
Georgië · 
Gibraltar · 
Griekenland · 
Guatemala · 
Hongarije · 
Ierland · 
IJsland · 
Iran · 
Israël · 
Italië · 
Japan · 
Joegoslavië · 
Jordanië · 
Kameroen · 
Kazachstan ·
Koeweit ·
Kroatië · 
Letland · 
Libanon ·
Liechtenstein · 
Litouwen ·
Luxemburg · 
Malta · 
Marokko · 
Mexico ·
Moldavië · 
Montenegro ·
Nederland · 
Nieuw-Zeeland · 
Noord-Ierland ·
Noord-Macedonië ·
Noorwegen ·
Oeganda · 
Oekraïne · 
Oezbekistan · 
Oostenrijk · 
Paraguay · 
Peru · 
Polen · 
Portugal · 
Roemenië · 
Rusland · 
San Marino · 
Saoedi-Arabië · 
Schotland · 
Servië en Montenegro ·
Slovenië · 
Spanje · 
Thailand · 
Tsjechië · 
Turkije · 
Verenigde Arabische Emiraten · 
Verenigde Staten · 
Wales · 
Wit-Rusland · 
Zuid-Korea · 
Zweden · 
Zwitserland
Engeland (2016) ·
Nieuw-Zeeland (2010) · 
Polen (2021) · 
Rusland (2016) · 
Spanje (2021) · 
Wales (2016) · 
Zweden (2021)